# Keine Nacht für Niemand
Keine Nacht für Niemand ist das dritte Studioalbum der Chemnitzer Band Kraftklub und erschien am 2. Juni 2017 über die Labels Vertigo und Universal. Stilistisch vermischt das Album die Genres Indie-Rock und Rap. Wie schon die beiden Vorgänger erreichte es Platz eins der deutschen Albumcharts.

## Titel
Der Albumtitel spielt auf das Album Keine Macht für Niemand der Rockgruppe Ton Steine Scherben aus dem Jahr 1972 an.

## Produktion
Das Album wurde von Kraftklub und dem Musikproduzent Philipp Hoppen produziert.

## Covergestaltung
Das Albumcover ist in Rot gehalten und zeigt zwei gemalte Augen, deren Lider mit Streichhölzern offen gehalten werden. Im oberen Teil des Bildes befindet sich der Schriftzug Kraftklub und links unten der Titel Keine Nacht für Niemand in Weiß.

## Titelliste
| #     | Titel                        | Länge |
| ----- | ---------------------------- | ----- |
| 1     | Band mit dem K               | 3:45  |
| 2     | Leben ruinieren              | 3:52  |
| 3     | Chemie Chemie Ya             | 4:07  |
| 4     | Am Ende                      | 3:40  |
| 5     | Fenster                      | 4:32  |
| 6     | Fan von dir                  | 4:51  |
| 7     | Hausverbot (Chrom & Schwarz) | 3:49  |
| 8 (*) | Dein Lied                    | 3:55  |
| 9     | Sklave                       | 4:12  |
| 10    | Venus                        | 3:06  |
| 11    | Hallo Nacht                  | 4:16  |
| 12    | Liebe zu dritt               | 4:46  |

(*) Dein Lied ist seit 2021 nicht mehr auf den digitalen Versionen des Albums enthalten.

## Gastauftritte und Referenzen
- Farin Urlaub im Titel Fenster, sowie im Titel Band mit dem K
- Sven Regener im Titel Am Ende
- Tarek Ebéné im Titel Venus

Die Liner Notes des Albums verzichten auf die Nennung von Gastmusikern, um nach Aussage der Band die Freude zu erhöhen, einen Gastauftritt erkannt zu haben.
Das Weiteren finden sich in diesem Album Referenzen auf Deichkind (Venus), Ol’ Dirty Bastard (Chemie Chemie Ya) sowie Die Ärzte, K.I.Z, Bronski Beat, DÖF und Depeche Mode (Sklave).

## Chartplatzierungen und Singles
Keine Nacht für Niemand stieg am 9. Juni 2017 auf Platz 1 in die deutschen Charts ein und belegte in der folgenden Woche Rang 6. Insgesamt konnte es sich 45 Wochen in den Top 100 halten. Auch in Österreich (Platz 2) und der Schweiz (Platz 7) erreichte das Album die Top 10. In den deutschen Album-Jahrescharts 2017 belegte es Platz 24.
Als Singles wurden vorab die Lieder Dein Lied (DE #56) und Fenster ausgekoppelt. Neben Musikvideos zu den Singles erschien auch ein Video zum Song Sklave.

## Verkaufszahlen und Auszeichnungen
Keine Nacht für Niemand wurde im Jahr 2018 für mehr als 100.000 verkaufte Exemplare in Deutschland mit einer Goldenen Schallplatte ausgezeichnet.

## Rezeption
| Professionelle Bewertungen | Professionelle Bewertungen |
| -------------------------- | -------------------------- |
| Kritiken                   |                            |
| Quelle                     | Bewertung                  |
| laut.de                    | [ 8 ]                      |

Markus Brandstetter von laut.de bewertete Keine Nacht für Niemand mit drei von möglichen fünf Punkten. Er bezeichnet es als „rundes, gutes Album“, das thematisch alles abdecke, „was urbane und suburbane Zwanziger und Dreißiger so bewegt: prekäre Lebensverhältnisse, Herzscheiße, Rauschgift, kaputt machen, kaputt sein.“ Die erste Single Dein Lied bilde „musikalisch einen Ausreißer“.
Im Lied Mein Hass der Band Das Lumpenpack wird indirekt die Meinung des lyrischen Ichs vertreten, dass das Album schlecht gewesen sei.